# Рябовский (Ростовская область)
Рябовский — хутор в Обливском районе Ростовской области.
Входит в состав Обливского сельского поселения.

## Население
| 2010 |
| ---- |
| 187  |

## Улицы
| - пер. 50 лет Победы, - ул. 50 лет Победы, - ул. Лесная, - ул. Продольная, | - ул. Родниковая, - ул. Сосновая, - пер. Шолохова, - ул. Шолохова. |